# Sous-région du Nil-Occidental
La sous-région du Nil-Occidental est une subdivision administrative de la région Nord de l'Ouganda. Elle est limitée au nord par le Soudan du Sud, à l'ouest et au sud par la République démocratique du Congo et à l'est par le cours du Nil Blanc, auquel elle doit son nom.
La sous-région est reliée au reste de l'Ouganda par un pont ferroviaire et routier construit en 1965 près de Pakwach.

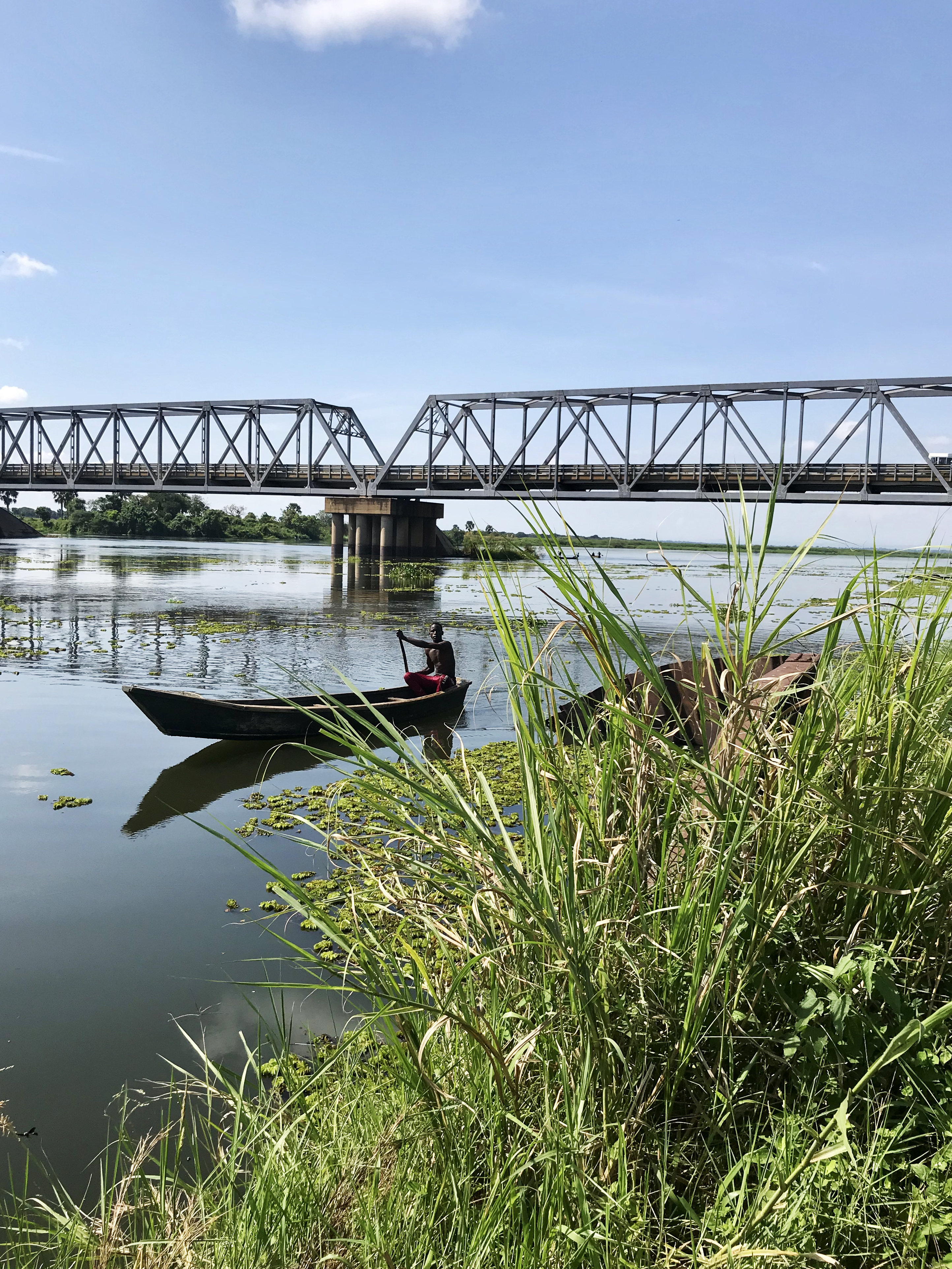
Le pont sur le Nil Blanc en 2018.

## Subdivisions
En 2014, la sous-région comporte les districts suivants :
- Adjumani
- Arua
- Koboko
- Maracha
- Moyo
- Nebbi
- Yumbe
- Zombo